# Айдат (верхний приток Чети)
Айдат — река в Красноярском крае России. Устье реки находится в 381 км от устья по левому берегу реки Четь. Длина реки — 42 км.

## Притоки
- Гнилушка 1-я (лв)
- Гнилушка (лв)
- 30 км: Таёжный Айдат (лв)

## Данные водного реестра
По данным государственного водного реестра России относится к Верхнеобскому бассейновому округу, водохозяйственный участок реки — Чулым от г. Ачинск до водомерного поста села Зырянское, речной подбассейн реки — Чулым. Речной бассейн реки — (Верхняя) Обь до впадения Иртыша.
Код водного объекта — 13010400212115200019467.